# جینس فراهام
 جینس فراهام (آلمانی: Jens Frahm؛ زاده ۲۹ مارس ۱۹۵۱) یک فیزیک‌دان، و شیمی‌دان اهل آلمان است. 